# Juan Carlos Varela
Juan Carlos Varela Rodríguez (Cidade do Panamá, Panamá, 12 de dezembro de 1963) é um político panamenho, foi presidente do Panamá de 1 de julho de 2014 até 1 de julho de 2019. Foi vice-presidente do Panamá de 2009 até 2014, de Ricardo Martinelli. Também atuou como ministro das Relações Exteriores do Panamá até 30 de agosto de 2011 depois de ser destituído pelo presidente Ricardo Martinelli, o que provocou uma ruptura da aliança governista entre Partido Panameñista, presidido por Varela, e o Mudança Democrática, presidido por Martinelli.
Em maio de 2014, venceu as eleições presidenciais no Panamá. Foi empossado no cargo em julho do mesmo ano.
Ele é suspeito de estar envolvido no escândalo de corrupção da Odebrecht (empresa brasileira que pagou propinas a políticos)
A sua popularidade é afectada pelo declínio da actividade económica, pelo aumento do custo de vida, pelos escândalos de corrupção e pela crise nos sectores da saúde e da justiça.